# Čína na Letních olympijských hrách 2000
Čínu na Letních olympijských hrách v roce 2000 reprezentovala výprava 271 sportovců (91 mužů a 180 žen) ve 28 sportech.

## Medailisté
| Medaile | Jméno                                                                     | Sport                | Soutěž                                 |
| ------- | ------------------------------------------------------------------------- | -------------------- | -------------------------------------- |
| Zlato   | Wang Li-pching                                                            | Atletika             | Ženy chůze 20 km                       |
| Zlato   | Ťi Sin-pcheng                                                             | Badminton            | Muži dvouhra                           |
| Zlato   | Kung Č’-čchao                                                             | Badminton            | Ženy dvouhra                           |
| Zlato   | Ke Fej Ku Ťün                                                             | Badminton            | Ženy čtyřhra                           |
| Zlato   | Kao Ling Čang Ťün                                                         | Badminton            | Smíšená čtyřhra                        |
| Zlato   | Siung Ni                                                                  | Skoky do vody        | Muži synchronizované skoky z prkna 3 m |
| Zlato   | Tchien Liang                                                              | Skoky do vody        | Muži věž 10 m                          |
| Zlato   | Siao Chaj-liang Siung Ni                                                  | Skoky do vody        | Muži synchronizované skoky z prkna 3 m |
| Zlato   | Fu Ming-sia                                                               | Skoky do vody        | Ženy prkno 3 m                         |
| Zlato   | Li Na Sang Süe                                                            | Skoky do vody        | Ženy synchronizované skoky věž 10 m    |
| Zlato   | Chuang Sü Li Siao-pcheng Siao Ťün-feng Sing Ao-wej Jang Wej Čeng Li-chuej | Sportovní gymnastika | Družstvo mužů                          |
| Zlato   | Li Siao-pcheng                                                            | Sportovní gymnastika | Muži bradla                            |
| Zlato   | Liou Süan                                                                 | Sportovní gymnastika | Ženy kladina                           |
| Zlato   | Tchang Lin                                                                | Judo                 | Ženy do 78 kg                          |
| Zlato   | Jüan Chua                                                                 | Judo                 | Ženy nad 78 kg                         |
| Zlato   | Cchaj Ja-lin                                                              | Sportovní střelba    | Muži 10 metrů vzduchová puška          |
| Zlato   | Jang Ling                                                                 | Sportovní střelba    | Muži 10 metrů průběžný cíl             |
| Zlato   | Tchao Lu-na                                                               | Sportovní střelba    | Ženy 10 metrů vzduchová pistole        |
| Zlato   | Kchung Ling-chuej                                                         | Stolní tenis         | Muži dvouhra                           |
| Zlato   | Wang Li-čchin Jen Sen                                                     | Stolní tenis         | Muži čtyřhra                           |
| Zlato   | Wang Nan                                                                  | Stolní tenis         | Ženy dvouhra                           |
| Zlato   | Li Ťü Wang Nan                                                            | Stolní tenis         | Ženy čtyřhra                           |
| Zlato   | Čchen Čung                                                                | Taekwondo            | Ženy nad 67 kg                         |
| Zlato   | Čan Sü-kang                                                               | Vzpírání             | Muži 77 kg                             |
| Zlato   | Jang Sia                                                                  | Vzpírání             | Ženy 53 kg                             |
| Zlato   | Čchen Siao-min                                                            | Vzpírání             | Ženy 63 kg                             |
| Zlato   | Lin Wej-ning                                                              | Vzpírání             | Ženy 69 kg                             |
| Zlato   | Ting Mej-jüan                                                             | Vzpírání             | Ženy nad 75 kg                         |
| Stříbro | Chuang Nan-jen Jang Wej                                                   | Badminton            | Ženy čtyřhra                           |
| Stříbro | Chu Ťia                                                                   | Skoky do vody        | Muži věž 10 m                          |
| Stříbro | Chu Ťia Tchien Liang                                                      | Skoky do vody        | Muži synchronizované skoky všž 10 m    |
| Stříbro | Kuo Ťing-ťing                                                             | Skoky do vody        | Ženy prkno 3 m                         |
| Stříbro | Li Na                                                                     | Skoky do vody        | Ženy věž 10 m                          |
| Stříbro | Fu Ming-sia Kuo Ťing-ťing                                                 | Skoky do vody        | Ženy synchronizované skoky z prkna 3 m |
| Stříbro | Tung Čao-č’ Wang Chaj-pin Jie Čchung                                      | Šerm                 | Družstvo mužů fleret                   |
| Stříbro | Jang Wej                                                                  | Sportovní gymnastika | Muži víceboj – jednotlivci             |
| Stříbro | Ling Ťie                                                                  | Sportovní gymnastika | Ženy bradla                            |
| Stříbro | Li Šu-fang                                                                | Judo                 | Ženy do 63 kg                          |
| Stříbro | Wang I-fu                                                                 | Sportovní střelba    | Muži 10 m 10 metrů vzduchová pistole   |
| Stříbro | Tchao Lu-na                                                               | Sportovní střelba    | Ženy 25 metrů sportovní pistole        |
| Stříbro | Kchung Ling-chuej Liou Kuo-liang                                          | Stolní tenis         | Muži čtyřhra                           |
| Stříbro | Li Ťü                                                                     | Stolní tenis         | Ženy dvouhra                           |
| Stříbro | Sun Ťin Jang Jing                                                         | Stolní tenis         | Ženy čtyřhra                           |
| Stříbro | Wu Wen-siung                                                              | Vzpírání             | Muži 56 kg                             |
| Bronz   | Sia Süan-ce                                                               | Badminton            | Muži dvouhra                           |
| Bronz   | Jie Čao-jing                                                              | Badminton            | Ženy dvouhra                           |
| Bronz   | Kao Ling Čchin I-jüan                                                     | Badminton            | Ženy čtyřhra                           |
| Bronz   | Ťiang Cchuej-chua                                                         | Cyklistika           | Ženy track time trial                  |
| Bronz   | Li Na Liang Čchin Jang Šao-čchi                                           | Šerm                 | Družstvo žen kord                      |
| Bronz   | Liou Süan                                                                 | Sportovní gymnastika | Ženy víceboj – jednotlivci             |
| Bronz   | Jang Jün                                                                  | Sportovní gymnastika | Ženy bradla                            |
| Bronz   | Liou Jü-siang                                                             | Judo                 | Ženy do 52 kg                          |
| Bronz   | Niou Č’-jüan                                                              | Sportovní střelba    | Muži 10 metrů průběžný cíl             |
| Bronz   | Kao Ťing                                                                  | Sportovní střelba    | Ženy 10 metrů vzduchová puška          |
| Bronz   | Kao E                                                                     | Sportovní střelba    | Ženy trap                              |
| Bronz   | Liou Kuo-liang                                                            | Stolní tenis         | Muži dvouhra                           |
| Bronz   | Čang Siang-siang                                                          | Vzpírání             | Muži 56 kg                             |
| Bronz   | Šeng Ce-tchien                                                            | Zápas                | muži, řecko-římský do 58 kg            |